# Градефес
Градефес (ісп. Gradefes) — муніципалітет в Іспанії, у складі автономної спільноти Кастилія-і-Леон, у провінції Леон. Населення — 1076 осіб (2010).
Муніципалітет розташований на відстані близько 280 км на північний захід від Мадрида, 28 км на схід від Леона.
На території муніципалітету розташовані такі населені пункти: (дані про населення за 2010 рік)
- Каньїсаль-де-Руеда: 7 осіб
- Карбахаль-де-Руеда: 46 осіб
- Касасола-де-Руеда: 31 особа
- Сіфуентес-де-Руеда: 128 осіб
- Гарфін: 62 особи
- Градефес: 276 осіб
- Мельянсос: 19 осіб
- Нава-де-лос-Кабальєрос: 61 особа
- Руеда-дель-Альміранте: 31 особа
- Сан-Бартоломе-де-Руеда: 16 осіб
- Сан-Мігель-де-Ескалада: 80 осіб
- Санта-Олаха-де-Еслонса: 54 особи
- Вальдеалькон: 22 особи
- Вальдеалісо: 68 осіб
- Вальдув'єко: 50 осіб
- Вільясідайо: 35 осіб
- Вільянофар: 52 особи
- Вільярмун: 19 осіб
- Вільярратель: 19 осіб

## Демографія
Динаміка населення (INE ):